# نمای معرف

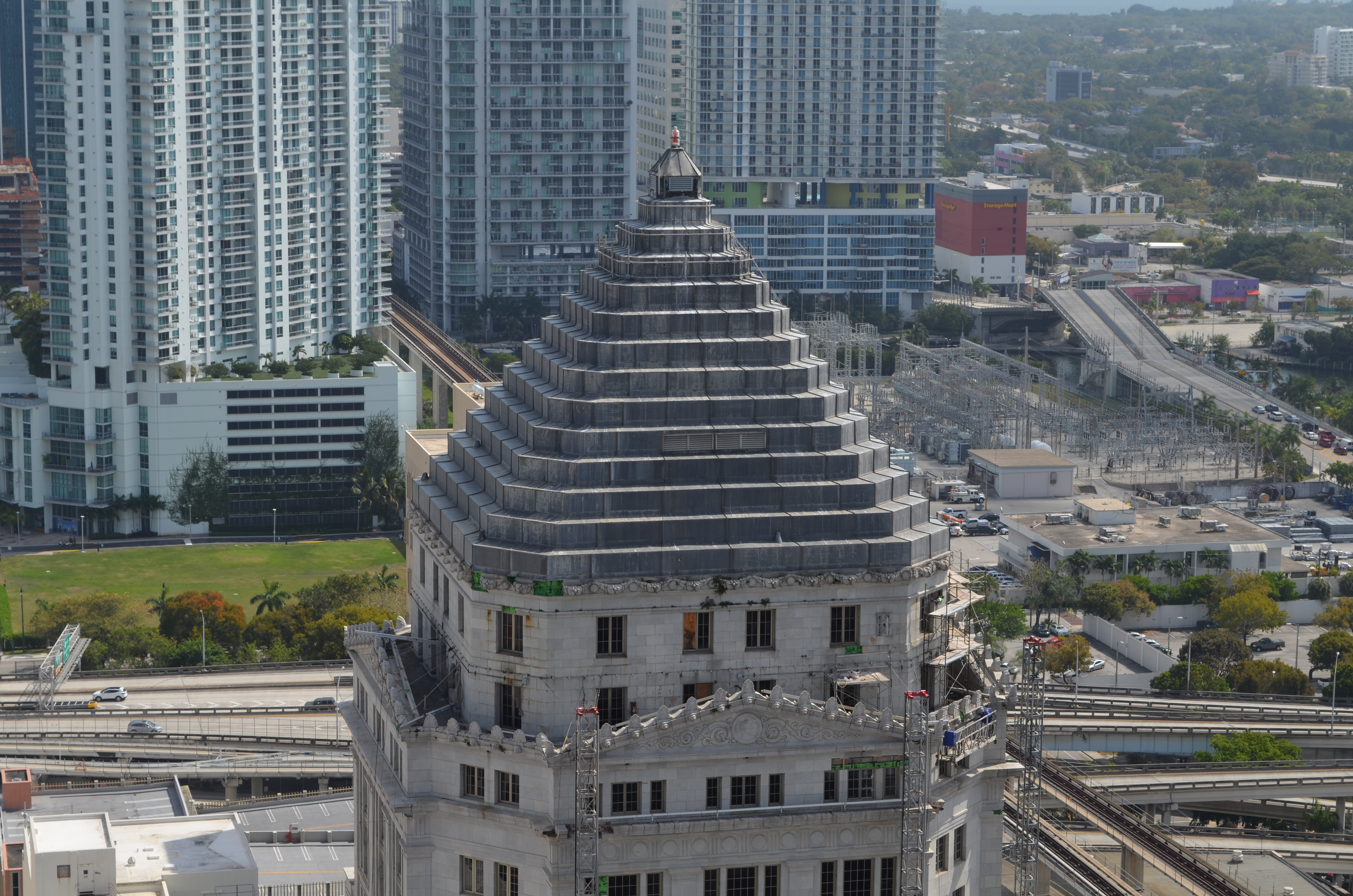
بالای یک ساختمان دادگستری.

نمای معرف (به انگلیسی: Establishing shot) در فیلمسازی و مجموعه تلویزیونی، ایجاد بافت برای یک صحنه با نشان دادن رابطه بین چهره‌ها و اشیاء مهم می‌باشد. به‌طور کلی یک نمای عریض (واید) یا بسیار عریض در آغاز صحنه یک فیلم نشان دهنده مکان، و گاهی زمان، از ادامه فیلم را شامل می‌شود.
نمای آغازین یا نمای شروع‌کننده نام‌هایی دیگری است که بکار برده می‌شود. نمای معرف در واقع اولین نما از صحنه‌ای است که بیننده با آن روبرو می‌شود یا اولین مرحله از تنظیم یک صحنه جدید است.